# Sam Yorty
Samuel William Yorty (ur. 1 października 1909 w Lincoln, zm. 5 czerwca 1998 w Los Angeles) – amerykański polityk, kongresmen, członek Izby Reprezentantów, trzydziesty siódmy burmistrz Los Angeles.

## Życiorys
Urodzony w stanie Nebraska w rodzinie duńsko-irlandzkich imigrantów, wraz z rodzicami po skończeniu szkoły średniej przeniósł się do południowej Kalifornii. Studiował na Southwestern University i University of California, Los Angeles (UCLA). Pracował podówczas w urzędzie miasta.
W 1936 roku i ponownie w 1948 roku został wybrany do Zgromadzeniu Stanowym Kalifornii (na lata 1937–1941, 1949–1950). W 1940 i 1954 roku startował, bez sukcesu, w wyborach do Senatu Stanów Zjednoczonych, W roku 1950 i 1952 został wybrany do Izby Reprezentantów, niższej izby parlamentu Stanów Zjednoczonych na kadencje w latach 1951–1953, 1953–1955 jako przedstawiciel 14. okręgu, a następnie nowo powstałego 26. okręgu wyborczego w stanie Kalifornia.
W 1960 roku wygrał wybory na burmistrza Los Angeles.
W 1970 roku kandydował na stanowisko gubernatora Kalifornii, w 1972 ubiegał się o nominacje Partii Demokratycznej w wyborach prezydenckich. Po przegranych w 1973 wyborach na burmistrza, prowadził program telewizyjny. Kilkakrotnie, acz bezskutecznie, próbował powrócić do polityki. Zmarł po chorobie w 1998 roku.
Kariera polityczna Sama Yorty'ego była nacechowana rozlicznymi kontrowersjami. Rozpoczynał ją jako liberalny Demokrata, w 1972 zmienił przynależność partyjną, przechodząc do Republikanów jak silny konserwatysta.

## Osiągnięcia jako burmistrz
Popierał rozwój i rozbudowę Los Angeles Music Center, ogrodu zoologicznego w Los Angeles i dzielnicy Little Tokyo. Uporządkował kwestie związane z wywozem śmieci (do tego czasu część śmieci (tzw. dry garbage) była spalana w specjalnych piecach przez samych mieszkańców).
Jego administracja była oskarżana o dopuszczenie do zamieszek w Watts (Watts Riots) 11-17 sierpnia 1965, głównie poprzez zaniedbania w biedniejszych dzielnicach miasta.